# Twarogi-Trąbnica
Twarogi-Trąbnica – wieś w Polsce położona w województwie podlaskim, w powiecie siemiatyckim, w gminie Perlejewo. 
Zaścianek szlachecki Trąbnica należący do okolicy zaściankowej Twarogi położony był w drugiej połowie XVII wieku w ziemi drohickiej województwa podlaskiego. W latach 1975–1998 miejscowość administracyjnie należała do województwa łomżyńskiego.
Wierni kościoła rzymskokatolickiego należą do parafii Przemienienia Pańskiego w Perlejewie.

## Historia
Nazwa Trąbnica pochodzi od rzeczki Trąbnica (Trubnica).
Wieś powstała zapewne w XV wieku. Według spisu podatkowego z roku 1580 we wsi Twarogi Thrubnicza dziedziczył między innymi Roman zwany Lenkow z cześnikami swemi. Uprawiał 10 włók ziemi. W Twarogach mieszkali Twarowscy herbu Pilawa. 
Słownik geograficzny pod koniec |XIX wieku informuje, że była to wieś szlachecka nad strumykiem wypływającym ze stawu Ostrożańskiego, a do rzeczki Pełchówki w granicach Twarogów Lackich, w uroczysku zwanym Widły wpływającym. Wieś miała 14 domów i 93 mieszkańców (40 mężczyzn, 53 kobiety). Według tego opisu w miejscowości grunty doskonałe pszenne, łąk dosyć i bardzo żyzne, gruntowe, lasu wcale nie ma, pastwisko obszerne zwano Gajowisko. Na polu trębnickim jest 5 znacznej wysokości mogił. Wieś tę od innych Twarogów oddziela tak zwany Płowy Smug, zwany także Warszawskim Gościńcem, a to dlatego, że póki rząd pruski przed traktatem Tylżyckim dróg nie poregulował, to tym smugiem od samego Brześcia Litewskiego do Grannego i dalej do Warszawy wszyscy przejeżdżali.
W 1921 roku notowano tu 17 domów i 101 mieszkańców, w tym 1. prawosławnego. Miejscowość należała do gminy Skórzec.